# Wszystkie wskaźniki czerwone
Wszystkie wskaźniki czerwone (ang. All Systems Red) – nowela amerykańskiej pisarki Marthy Wells, wydana w 2017 r. Pierwsza część cyklu Pamiętniki Mordbota. Polskie tłumaczenie ukazało się w 2023 nakładem Wydawnictwa Mag w tłumaczeniu Marka Pawelca wraz z drugą nowelą cyklu, Sztuczny stan.
Utwór został nagrodzony w 2017 nagrodą Nebula za najlepsze opowiadanie, w 2018 nagrodą Hugo i nagrodą Locusa za najlepsze opowiadanie, a także nagrodą Alex Award przyznawaną przez Stowarzyszenie Bibliotek Amerykańskich książkom „dla dorosłych, które przypadną do gustu nastolatkom”. Nowela w 2017 była także nominowana do Nagrody im. Philipa K. Dicka i hiszpańskiej nagrody Premio Ignotus.

## Fabuła
Bohaterem cyklu jest „jednostka ochroniarska” (ang. SecUnit) – cyborg, którego zadaniem jest ochrona ludzi w niebezpiecznych przedsięwzięciach (np. eksploracja obcych planet). Jednostki takie są sterowane przez korporacje wysyłające ekspedycje, a ludzie traktują je z rezerwą. Bohater tego cyklu, który sam siebie nazywa Mordbotem, jest wyjątkowy – po zhakowaniu swego oprogramowania zyskał zgoła nierobocie cechy – stał się w miarę autonomiczny, jego hobby stanowi oglądanie oper mydlanych, a ludzi traktuje z sympatią.

## Ekranizacja
Od maja 2025 na platformie Apple TV+ udostępniany jest pierwszy sezon serialu Pamiętniki Mordbota będący ekranizacją noweli Wszystkie wskaźniki czerwone. 